# Ulica Przechodnia we Włocławku
 Ulica Przechodnia – niezbyt długa, 100 metrowa uliczka, która łączy Plac Wolności z ulicą Przedmiejską, a tym samym ulicą Królewiecką. 

## Historia ulicy
Ulica zaznaczona na planach Włocławka w drugiej połowie XIX wieku. Łączyła wówczas Plac Saski z ulicą Przedmiejską. W 1917 roku ulica Przechodnia oznakowana była ośmioma numerami policyjnymi. W 1926 roku ulicę zamieszkiwało 65 mieszkańców. Na ulicy mieścił się Hotel Victoria, w którym, w XX wieku, odbywały się huczne bale sylwestrowe, zjazdy ziemian i codzienne kolacje połączone z muzycznymi występami zespołu "Jazz Bandu". 
W latach osiemdziesiątych ubiegłego stulecia ulica uległa po lewej stronie od Placu Wolności gruntownej przebudowie. Wybudowane obiekty są dziś własnością Wyższej Szkoły Humanistyczno-Ekonomicznej. Ulica Przechodnia, zachowując część starej architektonicznie zabudowy, nadal stanowi cząstkę Włocławka sprzed lat

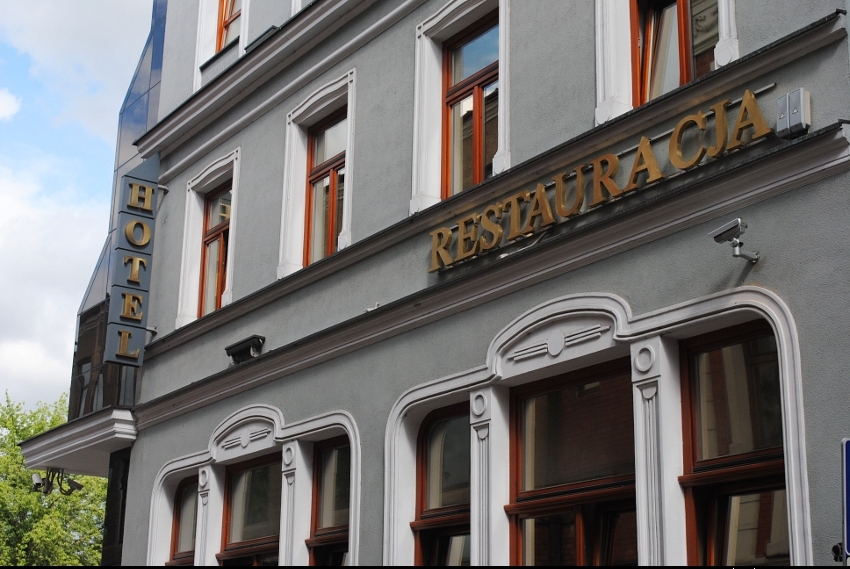
Hotel Victoria

## Hotel Victoria
W 1865 roku wybudowany został pierwszy dom zajezdny na ulicy pod numerami 1 oraz 3/5, którego właścicielem był Emil Lindeman. W 1871 roku hotel, wówczas nazywany "Hotelem Warszawskim" wystawiono na licytację. W 1890 roku posiadłość przejął Marceli Zienkiewicz, który otrzymał pozwolenie na pobudowanie piętrowego domu murowanego frontowego oraz stajnię. W 1892 roku wykonany został remont hotelu, który przeprowadził Leon Bojańczyk. W 1909 roku właścicielem hotelu stała się firma Victoria sp. z o.o. W latach 1936–1939 dobudowana została sala kinowa, która przez dziesiątki lat znana była pod nazwą kino "Polonia". Od 2000 roku nowym właścicielem hotelu została rodzina Bosiów. We wrześniu odrestaurowany i przebudowany Hotel Victoria ponownie otworzył swoje podwoje.
Ulica w XIX w. i pierwszej połowie XX wieku była jedną z najbardziej ruchliwych ulic miasta. Zwłaszcza w okresie międzywojennym przy Tumskiej znajdowało się wiele sklepów i usługowych zakładów rzemieślniczych.